# Pierre Couplet
Pierre Couplet des Tortreaux (* um 1670; † 23. Dezember 1743) war ein französischer Ingenieur.
Couplet war der Sohn des Ingenieurs und Mitglieds der Académie des sciences Claude-Antoine Couplet (1642–1722). 1696 wurde Pierre Couplet selbst Mitglied der französischen Académie des sciences, in der er 1717 seinen Vater als Schatzmeister ersetzte. Er nahm bald nach Eintritt in die Akademie an einer astronomischen Expedition nach Brasilien teil, die zweieinhalb Jahre dauerte, und 1700 an der geodätischen Längengradmessung von Jacques Cassini. Er wurde Professor für Mathematik der Pagen der  Grande Écurie.

## Leben
Er veröffentlichte zwischen 1726 und 1733 einige Abhandlungen über Bautechnik und Mechanik in den Mitteilungen der französischen Akademie. Unter anderem über den Erddruck auf Stützmauern (De la poussée des terres contre leurs revetements 1726–1730), Windkräfte, Fachwerke, Schlitten, Kutschen und die Zugkraft von Pferden. Er befasste sich auch mit der Traglast von Gewölben (De la poussée des voutes 1729/31, Seconde partie de l’examen de la poussée des voutes 1730/32), was später durch Jacques Heyman gewürdigt wurde.